# Hypogastrura tianshanica
Hypogastrura tianshanica är en urinsektsart som beskrevs av Olga M. Martynova 1970. Hypogastrura tianshanica ingår i släktet Hypogastrura och familjen Hypogastruridae. Inga underarter finns listade i Catalogue of Life.